# Llista d'ocells d'Espanya
Aquesta llista d'ocells d'Espanaya inclou totes les espècies d'ocells trobats a l'Espanya: 575, de les quals 7 en són endemismes, 19 es troben globalment amenaçades d'extinció i 12 hi foren introduïdes.
Els ocells s'ordenen per famílies i espècies:

## Gaviiformes

### Gaviidae
- Gavia stellata
- Gavia arctica
- Gavia immer
- Gavia adamsii

## Podicipediformes

### Podicipedidae
- Podilymbus podiceps
- Tachybaptus ruficollis
- Podiceps cristatus
- Podiceps grisegena
- Podiceps auritus
- Podiceps nigricollis

## Procellariiformes

### Diomedeidae
- Thalassarche melanophris

### Procellariidae
- Fulmarus glacialis
- Bulweria bulwerii
- Calonectris diomedea
- Calonectris edwardsii
- Puffinus gravis
- Puffinus griseus
- Puffinus puffinus
- Puffinus mauretanicus
- Puffinus baroli

### Hydrobatidae
- Oceanites oceanicus
- Pelagodroma marina
- Hydrobates pelagicus
- Oceanodroma leucorhoa
- Oceanodroma monorhis
- Oceanodroma castro

## Pelecaniformes

### Phaethontidae
- Phaethon aethereus

### Pelecanidae
- Pelecanus onocrotalus

### Sulidae
- Morus bassanus
- Sula dactylatra
- Sula leucogaster

### Phalacrocoracidae
- Phalacrocorax carbo
- Phalacrocorax aristotelis
- Phalacrocorax pygmaeus

### Fregatidae
- Fregata magnificens

## Ciconiiformes

### Ardeidae
- Botaurus stellaris
- Botaurus lentiginosus
- Ixobrychus minutus
- Ixobrychus sturmii
- Nycticorax nycticorax
- Ardeola ralloides
- Bubulcus ibis
- Egretta garzetta
- Egretta gularis
- Ardea alba
- Ardea cinerea
- Ardea herodias
- Ardea purpurea

### Ciconiidae
- Ciconia nigra
- Ciconia ciconia
- Leptoptilos crumeniferus

### Threskiornithidae
- Geronticus eremita
- Plegadis falcinellus
- Platalea leucorodia
- Platalea alba

## Phoenicopteriformes

### Phoenicopteridae
- Phoenicopterus roseus
- Phoenicopterus minor

## Anseriformes

### Anatidae
- Dendrocygna bicolor
- Dendrocygna viduata
- Cygnus olor
- Cygnus columbianus
- Cygnus cygnus
- Anser fabalis
- Anser brachyrhynchus
- Anser albifrons
- Anser erythropus
- Anser anser
- Anser caerulescens
- Branta canadensis
- Branta leucopsis
- Branta bernicla
- Branta ruficollis
- Alopochen aegyptiaca
- Tadorna ferruginea
- Tadorna tadorna
- Aix sponsa
- Anas penelope
- Anas americana
- Anas strepera
- Anas formosa
- Anas crecca
- Anas platyrhynchos
- Anas acuta
- Anas querquedula
- Anas discors
- Anas clypeata
- Marmaronetta angustirostris
- Netta rufina
- Aythya ferina
- Aythya collaris
- Aythya nyroca
- Aythya fuligula
- Aythya marila
- Aythya affinis
- Somateria mollissima
- Somateria spectabilis
- Polysticta stelleri
- Clangula hyemalis
- Melanitta nigra
- Melanitta perspicillata
- Melanitta fusca
- Bucephala albeola
- Bucephala islandica
- Bucephala clangula
- Mergellus albellus
- Mergus serrator
- Mergus merganser
- Oxyura jamaicensis
- Oxyura leucocephala

## Falconiformes

### Pandionidae
- Pandion haliaetus

### Accipitridae
- Pernis apivorus
- Elanus caeruleus
- Milvus migrans
- Milvus milvus
- Haliaeetus albicilla
- Gypaetus barbatus
- Neophron percnopterus
- Gyps fulvus
- Aegypius monachus
- Circaetus gallicus
- Circus aeruginosus
- Circus cyaneus
- Circus macrourus
- Circus pygargus
- Melierax metabates
- Accipiter gentilis
- Accipiter nisus
- Buteo buteo
- Buteo lagopus
- Buteo rufinus
- Aquila clanga
- Aquila pomarina
- Aquila rapax
- Aquila nipalensis
- Aquila adalberti
- Aquila heliaca
- Aquila chrysaetos
- Aquila fasciata
- Aquila pennata

### Falconidae
- Falco naumanni
- Falco tinnunculus
- Falco vespertinus
- Falco columbarius
- Falco subbuteo
- Falco biarmicus
- Falco rusticolus
- Falco pelegrinoides
- Falco peregrinus

## Galliformes

### Tetraonidae
- Lagopus muta
- Tetrao urogallus
- Bonasa bonasia

### Odontophoridae
- Callipepla californica
- Colinus virginianus

### Phasianidae
- Alectoris graeca
- Alectoris chukar
- Alectoris barbara
- Alectoris rufa
- Perdix perdix
- Coturnix coturnix
- Phasianus colchicus

### Numididae
- Numida meleagris

### Turnicidae
- Turnix sylvatica

## Gruiformes

### Gruidae
- Anthropoides virgo
- Grus grus

### Rallidae
- Rallus aquaticus
- Crex crex
- Porzana porzana
- Porzana carolina
- Porzana parva
- Porzana pusilla
- Porphyrio porphyrio
- Porphyrio alleni
- Porphyrio martinica
- Gallinula chloropus
- Fulica cristata
- Fulica atra

### Otidae
- Otis tarda
- Chlamydotis undulata
- Tetrax tetrax

## Charadriiformes

### Haematopodidae
- Haematopus moquini
- Haematopus ostralegus

### Recurvirostridae
- Himantopus himantopus
- Recurvirostra avosetta

### Burhinidae
- Burhinus oedicnemus

### Glareolidae
- Pluvianus aegyptius
- Cursorius cursor
- Glareola pratincola
- Glareola nordmanni

### Charadriidae
- Charadrius dubius
- Charadrius hiaticula
- Charadrius semipalmatus
- Charadrius vociferus
- Charadrius alexandrinus
- Charadrius mongolus
- Charadrius leschenaultii
- Charadrius morinellus
- Pluvialis dominica
- Pluvialis fulva
- Pluvialis apricaria
- Pluvialis squatarola
- Vanellus gregarius
- Vanellus vanellus
- Vanellus spinosus

### Scolopacidae
- Scolopax rusticola
- Lymnocryptes minimus
- Gallinago gallinago
- Gallinago media
- Limnodromus griseus
- Limnodromus scolopaceus
- Limosa limosa
- Limosa haemastica
- Limosa lapponica
- Numenius phaeopus
- Numenius tenuirostris
- Numenius arquata
- Tringa erythropus
- Tringa totanus
- Tringa stagnatilis
- Tringa nebularia
- Tringa melanoleuca
- Tringa flavipes
- Tringa solitaria
- Tringa ochropus
- Tringa glareola
- Xenus cinereus
- Actitis hypoleucos
- Actitis macularius
- Arenaria interpres
- Calidris tenuirostris
- Calidris canutus
- Calidris alba
- Calidris pusilla
- Calidris mauri
- Calidris minuta
- Calidris temminckii
- Calidris minutilla
- Calidris fuscicollis
- Calidris bairdii
- Calidris melanotos
- Calidris acuminata
- Calidris ferruginea
- Calidris himantopus
- Calidris maritima
- Calidris alpina
- Limicola falcinellus
- Tryngites subruficollis
- Philomachus pugnax
- Phalaropus tricolor
- Phalaropus lobatus
- Phalaropus fulicarius

### Stercorariidae
- Stercorarius maccormicki
- Stercorarius pomarinus
- Stercorarius parasiticus
- Stercorarius longicaudus
- Stercorarius skua

### Laridae
- Larus melanocephalus
- Larus atricilla
- Larus pipixcan
- Larus minutus
- Larus sabini
- Larus philadelphia
- Larus ridibundus
- Larus michahellis
- Larus cirrocephalus
- Larus genei
- Larus audouinii
- Larus delawarensis
- Larus canus
- Larus fuscus
- Larus argentatus
- Larus glaucoides
- Larus hyperboreus
- Larus marinus
- Rissa tridactyla

### Sternidae
- Gelochelidon nilotica
- Hydroprogne caspia
- Sterna maxima
- Sterna bengalensis
- Sterna sandvicensis
- Sterna elegans
- Sterna dougallii
- Sterna hirundo
- Sterna paradisaea
- Sterna forsteri
- Onychoprion anaethetus
- Onychoprion fuscatus
- Sternula albifrons
- Chlidonias hybridus
- Chlidonias niger
- Chlidonias leucopterus
- Anous stolidus

### Alcidae
- Uria aalge
- Alca torda
- Cepphus grylle
- Alle alle
- Fratercula arctica

## Pterocliformes

### Pteroclidae
- Syrrhaptes paradoxus
- Pterocles alchata
- Pterocles orientalis
- Pterocles quadricinctus

## Columbiformes

### Columbidae
- Columba livia
- Columba oenas
- Columba palumbus
- Columba bollii
- Columba junoniae
- Streptopelia turtur
- Streptopelia decaocto
- Streptopelia roseogrisea
- Oena capensis

## Psittaciformes

### Psittacidae
- Melopsittacus undulatus
- Psittacula krameri
- Agapornis roseicollis
- Agapornis personatus
- Aratinga acuticaudata
- Aratinga erythrogenys
- Nandayus nenday
- Cyanoliseus patagonus
- Myiopsitta monachus

## Cuculiformes

### Cuculidae
- Clamator glandarius
- Cuculus canorus

## Strigiformes

### Tytonidae
- Tyto alba

### Strigidae
- Otus scops
- Bubo bubo
- Surnia ulula
- Athene noctua
- Strix aluco
- Glaucidium passerinum
- Asio otus
- Asio flammeus
- Asio capensis
- Aegolius funereus

## Caprimulgiformes

### Caprimulgidae
- Caprimulgus europaeus
- Caprimulgus ruficollis

## Apodiformes

### Apodidae
- Hirundapus caudacutus
- Apus apus
- Apus pallidus
- Apus melba
- Apus affinis
- Apus unicolor
- Apus caffer

## Coraciiformes

### Alcedinidae
- Alcedo atthis

### Meropidae
- Merops persicus
- Merops apiaster

### Coraciidae
- Coracias garrulus

### Upupidae
- Upupa epops

## Piciformes

### Picidae
- Jynx torquilla
- Picus viridis
- Dendrocopos major
- Dendrocopos minor
- Dendrocopos medius
- Dendrocopos leucotos
- Dryocopus martius
- Picus canus

## Passeriformes

### Alaudidae
- Alaemon alaudipes
- Melanocorypha calandra
- Melanocorypha bimaculata
- Melanocorypha leucoptera
- Melanocorypha yeltoniensis
- Calandrella brachydactyla
- Calandrella rufescens
- Chersophilus duponti
- Galerida cristata
- Galerida theklae
- Lullula arborea
- Alauda arvensis
- Eremophila alpestris
- Eremophila bilopha

### Hirundinidae
- Riparia riparia
- Ptyonoprogne rupestris
- Hirundo rustica
- Hirundo daurica
- Delichon urbicum

### Motacillidae
- Motacilla citreola
- Motacilla alba
- Motacilla cinerea
- Motacilla flava
- Anthus richardi
- Anthus campestris
- Anthus berthelotii
- Anthus trivialis
- Anthus hodgsoni
- Anthus gustavi
- Anthus pratensis
- Anthus cervinus
- Anthus spinoletta
- Anthus petrosus

### Pycnonotidae
- Pycnonotus barbatus

### Regulidae
- Regulus regulus
- Regulus teneriffae
- Regulus ignicapillus

### Bombycillidae
- Bombycilla garrulus

### Cinclidae
- Cinclus cinclus

### Troglodytidae
- Troglodytes troglodytes

### Prunellidae
- Prunella modularis
- Prunella collaris

### Turdidae
- Monticola saxatilis
- Monticola solitarius
- Zoothera dauma
- Turdus torquatus
- Turdus merula
- Turdus atrogularis
- Turdus pilaris
- Turdus iliacus
- Turdus philomelos
- Turdus viscivorus

### Cisticolidae
- Cisticola juncidis

### Sylviidae
- Cettia cetti
- Locustella naevia
- Locustella fluviatilis
- Locustella luscinioides
- Acrocephalus melanopogon
- Acrocephalus paludicola
- Acrocephalus schoenobaenus
- Acrocephalus agricola
- Acrocephalus scirpaceus
- Acrocephalus dumetorum
- Acrocephalus palustris
- Acrocephalus arundinaceus
- Acrocephalus griseldis
- Hippolais caligata
- Hippolais pallida
- Hippolais opaca
- Hippolais polyglotta
- Hippolais icterina
- Phylloscopus trochilus
- Phylloscopus collybita
- Phylloscopus ibericus
- Phylloscopus bonelli
- Phylloscopus sibilatrix
- Phylloscopus fuscatus
- Phylloscopus schwarzi
- Phylloscopus proregulus
- Phylloscopus inornatus
- Phylloscopus borealis
- Phylloscopus trochiloides
- Sylvia atricapilla
- Sylvia borin
- Sylvia communis
- Sylvia curruca
- Sylvia nana
- Sylvia nisoria
- Sylvia hortensis
- Sylvia cantillans
- Sylvia melanocephala
- Sylvia conspicillata
- Sylvia undata
- Sylvia sarda

### Muscicapidae
- Muscicapa striata
- Ficedula hypoleuca
- Ficedula albicollis
- Ficedula parva
- Erithacus rubecula
- Luscinia svecica
- Luscinia luscinia
- Luscinia megarhynchos
- Cercotrichas galactotes
- Phoenicurus ochruros
- Phoenicurus phoenicurus
- Phoenicurus moussieri
- Saxicola rubetra
- Saxicola dacotiae
- Saxicola rubicola
- Saxicola maura
- Oenanthe oenanthe
- Oenanthe isabellina
- Oenanthe deserti
- Oenanthe hispanica
- Oenanthe leucopyga
- Oenanthe leucura

### Timaliidae
- Panurus biarmicus

### Aegithalidae
- Aegithalos caudatus

### Paridae
- Parus palustris
- Parus ater
- Parus cristatus
- Parus major
- Parus caeruleus
- Cyanistes teneriffae

### Sittidae
- Sitta europaea

### Tichodromidae
- Tichodroma muraria

### Certhiidae
- Certhia familiaris
- Certhia brachydactyla

### Remizidae
- Remiz pendulinus

### Oriolidae
- Oriolus oriolus

### Laniidae
- Lanius excubitor
- Lanius meridionalis
- Lanius minor
- Lanius collurio
- Lanius isabellinus
- Lanius senator
- Lanius nubicus

### Corvidae
- Corvus corone
- Corvus corax
- Corvus cornix
- Corvus monedula
- Corvus frugilegus
- Garrulus glandarius
- Pyrrhocorax pyrrhocorax
- Pica pica
- Nucifraga caryocatactes
- Cyanopica cyana
- Pyrrhocorax graculus

### Sturnidae
- Gracula religiosa
- Sturnus roseus
- Sturnus vulgaris
- Sturnus unicolor

### Ploceidae
- Quelea quelea

### Estrildidae
- Estrilda melpoda
- Estrilda troglodytes
- Estrilda astrild
- Estrilda atricapilla
- Amandava amandava
- Lonchura malabarica
- Lonchura maja

### Viduidae
- Vidua paradisaea

### Vireonidae
- Vireo olivaceus

### Emberizidae
- Emberiza citrinella
- Emberiza leucocephalos
- Emberiza cirlus
- Emberiza cia
- Emberiza hortulana
- Emberiza caesia
- Emberiza sahari
- Emberiza pusilla
- Emberiza rustica
- Emberiza aureola
- Emberiza melanocephala
- Emberiza bruniceps
- Emberiza schoeniclus
- Miliaria calandra
- Plectrophenax nivalis
- Calcarius lapponicus
- Zonotrichia albicollis

### Cardinalidae
- Pheucticus ludovicianus

### Fringillidae
- Fringilla coelebs
- Fringilla teydea
- Fringilla montifringilla
- Pinicola enucleator
- Carpodacus erythrinus
- Loxia pytyopsittacus
- Loxia curvirostra
- Loxia leucoptera
- Carduelis chloris
- Carduelis flammea
- Carduelis spinus
- Carduelis carduelis
- Carduelis flavirostris
- Carduelis cannabina
- Serinus serinus
- Serinus canaria
- Serinus citrinella
- Serinus mozambicus
- Pyrrhula pyrrhula
- Coccothraustes coccothraustes
- Rhodopechys githaginea

### Passeridae
- Passer domesticus
- Passer hispaniolensis
- Passer montanus
- Petronia petronia
- Montifringilla nivalis[1]